# هارونا اوکونو
هارونا اوکونو (به ژاپنی: 向田真優، متولد ۱۸ مارس ۱۹۹۹) کشتی‌گیر آزادکار تیم ملی ژاپن است.
از افتخارات وی می‌توان به کسب سه مدال طلا در مسابقات قهرمانی کشتی جهان ۲۰۱۷ و مسابقات قهرمانی کشتی جهان ۲۰۱۸  و مسابقات قهرمانی کشتی جهان ۲۰۲۳ و نیز کسب مدال برنز وزن ۵۳ کیلوگرم در بازی‌های آسیایی ۲۰۱۸ اشاره کرد.